# 塔尼娅·萨奇德夫
塔尼娅·萨奇德夫（Tania Sachdev，1986年8月20日—），印度女子国际象棋棋手，国际大师、女子特级大师。
萨奇德夫于2005年获得国际棋联授予的女子特级大师（WGM）称号，成为了印度第八位女子特级大师。她于2006年、2007年两度夺得印度国际象棋女子全国冠军。2007年，获亚洲国际象棋女子冠军。2008年，获得国际大师（IM）称号。